# Help! (film)
A Help! 1965-ben bemutatott amerikai zenés filmvígjáték-kalandfilm Richard Lester rendezésében. A forgatókönyvet Marc Behm és Charles Wood írta, a film zenéjét Paul McCartney és Ken Thorne szerezte. A főbb szerepekben John Lennon, Paul McCartney, George Harrison és Ringo Starr, azaz a The Beatles együttes tagjai láthatók.
Az Amerikai Egyesült Államokban 1965. július 29-én mutatták be a mozikban a United Artists forgalmazásában. Magyarországon 1993. december 31-én az MTV2 sugározta először a televízióban.

## Cselekmény
Egy keleti szekta (a Thuggee-kultusz paródiája) egy nőt készül feláldozni istennőjüknek, Kailinak. Észreveszik, hogy a nő nem viseli az áldozati gyűrűt. Helyette Ringo Starr, a Beatles dobosa viseli a gyűrűt, amelyet a tervezett áldozat küldött neki, aki rajong a Beatlesért. A szekta elhatározza, hogy visszaszerzik a gyűrűt, majd feláldozzák a lányt. A főpap, Clang, a szekta néhány tagja és Ahme főpapnő Londonba indul. Miután sikertelenül próbálják ellopni a gyűrűt anélkül, hogy Ringo észrevenné, egy indiai étteremben sarokba szorítják. Ringo megtudja, hogy ő lesz a következő áldozat, ha nem adja át a gyűrűt. A gyűrű azonban beragad az ujjára, és nem tudja levenni.
A Beatles-t a szekta tagjai üldözni kezdik Londonban (mivel elhatározzák, hogy nem hagyják magára Ringót, inkább együtt menekülnek). Miután egy ékszerésznek nem sikerül levágnia a gyűrűt, a zenekar egy őrült tudós és asszisztense botcsinálta erőfeszítéseihez folyamodik; és amikor a felszerelése nem hat a gyűrűre, a tudós úgy dönt, hogy valahogyan meg kell szereznie azt.
A banda a svájci Alpokba megy, és csak hajszál híján menekülnek meg az ottani csapdából, hála Ahme-nak, aki titokban segíti a Beatlest. Hogy biztonságban legyenek, a Scotland Yardtól kérnek védelmet.
A Buckingham-palotában rejtőznek el, és csak hajszál híján kerülik el, hogy az őrült tudós elfogja őket. Ezután a Bahamákra menekülnek, ahova a rendőrök, a tudós és a szekta tagjai követik őket. Miután Ringót majdnem elfogják, a rendőrök a többi Beatles-tagot ráveszik, hogy együtt csalják csapdába a szekta tagjait. Minden igyekezetük ellenére azonban a tudós elkapja Ringót, és egy hajó fedélzetén elrejti, ahol le akarja vágni az ujját, hogy megszerezze a gyűrűt. Ahme úgy menti meg Ringót, hogy cserébe zsugorító oldatot ad a tudósnak. Mindketten az óceánba ugranak, hogy elmeneküljenek, de kiderül, hogy Ringo nem tud úszni, és mindkettőjüket elfogja Clang és a követői.
Végül, amikor Ringót éppen fel akarják áldozni a parton, a gyűrű hirtelen lekerül róla. A gyűrűt Clang ujjára húzza, akit ezután a saját szektája üldözni kezd, miközben a „Help!” című Beatles-dal szól.

## Szereplők
| Szereplő                | Színész           | Magyar hang         |
| ----------------------- | ----------------- | ------------------- |
| John Lennon             | John Lennon       | Tóth Sándor         |
| Paul McCartney          | Paul McCartney    | Fekete Zoltán       |
| George Harrison         | George Harrison   | Kálloy Molnár Péter |
| Ringo Starr             | Ringo Starr       | Berzsenyi Zoltán    |
| Ahme                    | Eleanor Bron      | Kisfalvi Krisztina  |
| Clang                   | Leo McKern        | Buss Gyula          |
| Bhuta                   | John Bluthal      | Vass Gábor          |
| rendőrkapitány          | Patrick Cargill   | Tolnai Miklós       |
| Foot                    | Victor Spinetti   | Forgács Gábor       |
| Algernon                | Roy Kinnear       | Kocsis György       |
| ajtónálló               | Alfie Bass        | Kapácsy Miklós      |
| Abdul                   | Warren Mitchell   | Kránitz Lajos       |
| ékszerész               | Peter Copley      | Pusztai Péter       |
| gyepmester              | Bruce Lacey       | Vass Gábor          |
| takarítónő a templomban | Golda Casimir     | Némedi Mari         |
| úszó a jeges vízben     | Mal Evans         | Galbenisz Tomasz    |
| szomszédasszonyok       | Gretchen Franklin | Gyimesi Pálma       |
| szomszédasszonyok       | Dandy Nichols     | Lóránd Hanna        |

## Betétdalok
- "Help!"
- "You're Going to Lose That Girl"
- "You've Got to Hide Your Love Away"
- "Ticket to Ride"
- "I Need You"
- "The Night Before"
- "Another Girl"
- "She's a Woman"
- "A Hard Day's Night"
- "I'm Happy Just to Dance with You"
- "You Can't Do That"
- "From Me to You"

## Fordítás
- Ez a szócikk részben vagy egészben  a   Help! (film) című angol Wikipédia-szócikk fordításán alapul.  Az eredeti cikk szerkesztőit annak laptörténete sorolja fel. Ez a jelzés csupán a megfogalmazás eredetét és a szerzői jogokat jelzi, nem szolgál a cikkben szereplő információk forrásmegjelöléseként.